# Kopište
Koordinati:   42°45′30″N, 16°43′30″E
Kopište je majhen nenaseljen otoček v Jadranskem morju. Pripada Hrvaški.
Kopište leži med otokoma Lastovo, od katerega je oddaljen okoli 7 km in Sušac, ki je okoli 12 km zahodno od njega. Površina otočka meri 0,739 km². Dolžina obalnega pasu je 7,72 km. Najvišji vrh je visok 93 mnm.